# Xyris marginata
Xyris marginata är en gräsväxtart som beskrevs av Alfred Barton Rendle. Xyris marginata ingår i släktet Xyris och familjen Xyridaceae.
Artens utbredningsområde är Tasmanien. Inga underarter finns listade i Catalogue of Life.